# Izrael címere

Izrael címere

Izrael címere Izrael egyik nemzeti jelképe.

## Leírása
A címer egy kék színű pajzs, rajta egy hétágú gyertyatartó, a menóra, és két olajág található, alul pedig az ország nevét írták le ivrit nyelven. A menóra ősidők óta a zsidó nép egyik jelképévé vált, amely a Mózes által látott égő csipkebokrot szimbolizálja. A nyolcágú menórát chanukiának vagy chanukkának hívják, amelynek kilencedik pótága, a "szolgagyertya", a sámás.